# Governador Lomanto Júnior
Governador Lomanto Júnior este un oraș în statul Bahia (BA) din Brazilia.